# Lodovica Albertoni

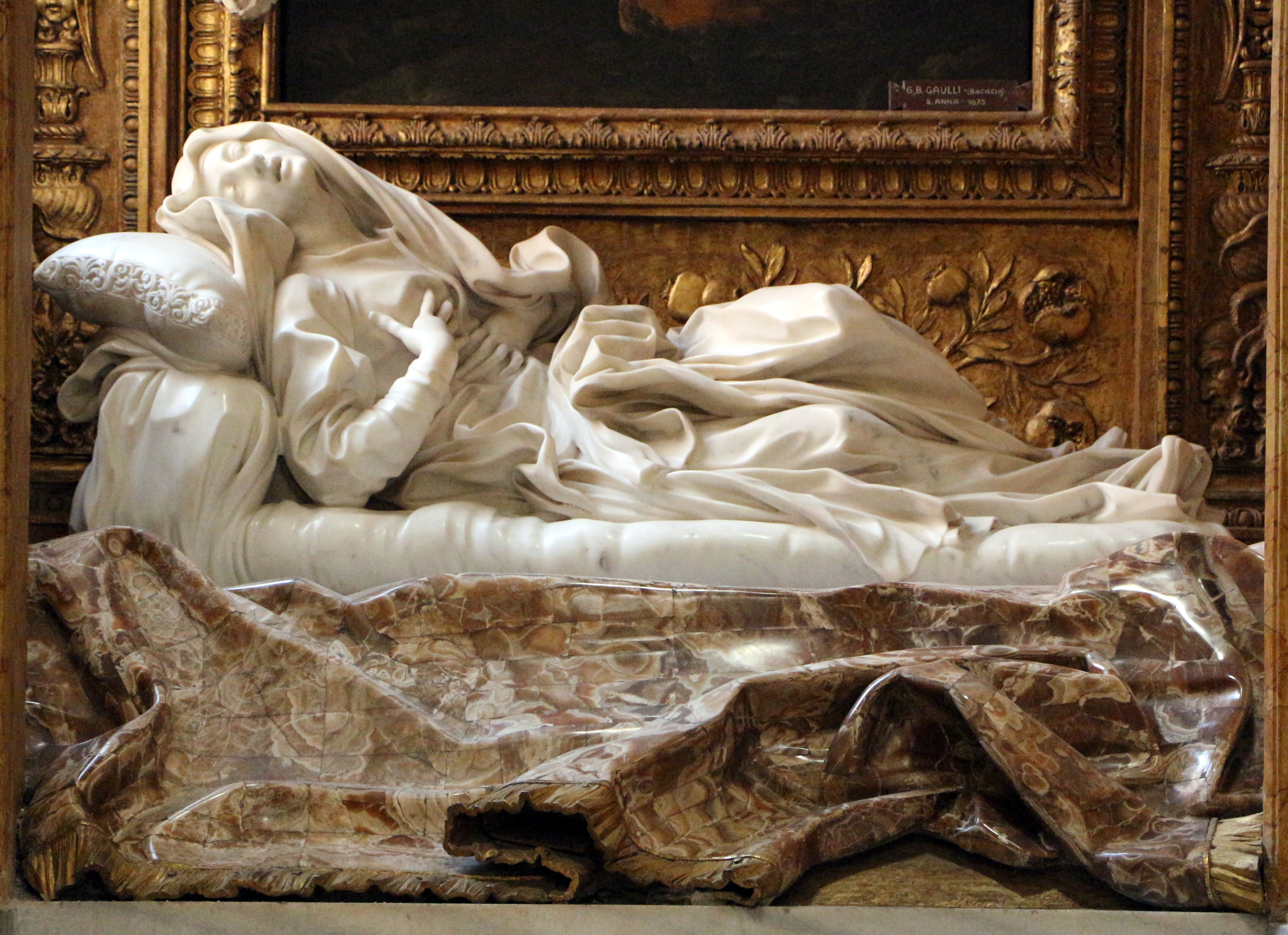
Gian Lorenzo Berninis Skulptur der seligen Lodovica Albertoni in der Paluzzi-Albertoni-Kapelle in San Francesco a Ripa.

Lodovica degli Albertoni, auch Luise Albertoni (* 1474; † 1533), war eine Franziskaner-Tertiarin (vgl. Dritter Orden) und Mystikerin, die in ihrer Heimatstadt Rom als Selige verehrt wird, nachdem sie am 28. Januar 1671 von Papst Clemens X. seliggesprochen worden war. 

## Leben
Ludovica entstammte der römischen Patrizierfamilie degli Albertoni. Im Alter von zwanzig Jahren wurde sie mit Giacomo della Cetera vermählt. Seit 1506 im Witwenstand schloss sie sich den Tertiaren des Franziskanerordens an und lebte dem Gebet und der Askese. Ihre mystische Frömmigkeit wurde angeblich mit den Gnaden der Prophetie und der Wundertätigkeit ausgezeichnet. Ludovica betätigte sich auch karitativ, verbrauchte ihr Vermögen mit der Fürsorge für die Bedürftigen, Kranken und armen Kinder und tat sich besonders mit der Hilfe für die Opfer des Sacco di Roma im Jahr 1527 hervor.

## Kult
Am 28. Januar 1671 gestattete Papst Clemens X. ihre Verehrung als Selige. Ihr Fest wird lokal am 31. Januar begangen. 
Am 17. Januar 1674 wurden ihre Reliquien in die römische Kirche San Francesco a Ripa übertragen. Für den dortigen Altar in der Anna-Kapelle hatte der hochbetagte Gianlorenzo Bernini 1674 die Plastik „Die Verzückung der seligen Ludovica Albertoni“ geschaffen.